# Teatr Krypta w Szczecinie
Teatr Krypta – szczeciński teatr dramatyczny istniejący od 1965 roku.
Mieści się w krypcie Gryfitów na Zamku Książąt Pomorskich, ponadto przy teatrze funkcjonuje kabaret Piwnica Przy Krypcie. Teatr nie posiada stałego zespołu aktorskiego, ale jest teatrem profesjonalnym – zespół stanowią aktorzy szczecińskich teatrów: Teatru Współczesnego i Teatru Polskiego. Niewielki rozmiar widowni i nietypowe umiejscowienie nadają sali teatralnej specyficzną atmosferę, ograniczają również repertuar do małych form teatralnych.
W wyniku remontu Zamku Książąt Pomorskich, Teatr Krypta i Piwnica przy Krypcie zostały połączone i od października 2015 roku będą działać pod nową nazwą Teatr Piwnica przy Krypcie.